# Basketball-Weltmeisterschaft 2027
Die 20. Basketball-Weltmeisterschaft der Herren soll vom 27. August bis zum 12. September 2027 in Katar stattfinden. Der Veranstalter ist die Fédération Internationale de Basketball (FIBA) in Zusammenarbeit mit dem lokalen Organisationskomitee und den nationalen Basketballverbänden.
Sieben Mannschaften dieses Turniers qualifizieren sich neben Gastgeber USA direkt für das Basketballturnier der Olympischen Spiele 2028.

## Qualifikation

### Format
Mit Ausnahme des Gastgebers (Katar) qualifizieren sich 31 der 32 an der Endrunde teilnehmenden Nationalmannschaften über den Qualifikationswettbewerb für die Weltmeisterschaftsendrunde.
Neben dem Gastgeberland Katar wurden zwölf Startplätze für die FIBA Europa, sieben für die FIBA Amerika, sieben für die FIBA Asien und fünf für die FIBA Afrika vergeben.
| Kontinental- verband       | Qualifikations- teilnehmer | WM-Start- plätze |
| -------------------------- | -------------------------- | ---------------- |
| FIBA Afrika                | 16                         | 5                |
| FIBA Amerika               | 16                         | 7                |
| FIBA Asien / FIBA Ozeanien | 16                         | 8                |
| FIBA Europa                | 32                         | 12               |
| FIBA gesamt                | 80                         | 32               |

### Teilnehmer
Übersicht der Teilnehmer
| - Europa (12) - Afrika (5) | - Amerika (7) - Asien/Ozeanien (8) - Katar (Gastgeber) |

## Austragungsorte
| Lusail Multipurpose Hall      |                  |                             |
| Kapazität: 16.300             |                  |                             |
|                               |                  |                             |
| Doha                          |                  |                             |
|                               |                  |                             |
| Kapazität: 8.600              |                  |                             |
|                               |                  |                             |
| Ali Bin Hamad Al Attiya Arena | Aspire Dome      | Duhail Handball Sports Hall |
| Kapazität: 8.600              | Kapazität: 8.000 | Kapazität: 8.000            |
|                               |                  |                             |